# Azzanello
Azzanello é uma comuna italiana da região da Lombardia, província de Cremona, com cerca de 670 habitantes. Estende-se por uma área de 11 km², tendo uma densidade populacional de 61 hab/km². Faz fronteira com Borgo San Giacomo (BS), Casalmorano, Castelvisconti, Genivolta, Villachiara (BS).

## Demografia
| Variação demográfica do município entre 1861 e 2011                               |
|                                                                                   |
| Fonte: Istituto Nazionale di Statistica (ISTAT) - Elaboração gráfica da Wikipedia |